# フェニキア人のアフリカ大陸周航
フェニキア人のアフリカ大陸周航（フェニキアじんのアフリカたいりくしゅうこう）は、古代エジプトのファラオであるネコ2世（在位：紀元前610年 - 紀元前595年）がフェニキア人に命じて行わせた航海である。ヘロドトスが『歴史』に記して後世に伝えたこのできごとが事実であるか否かについては議論があるが、事実であれば15世紀のバルトロメウ・ディアスやヴァスコ・ダ・ガマの航海に2000年以上先行する人類史上初めてのアフリカ大陸周航ということになる。

## ヘロドトスによる記述
ヘロドトスは世界の地理を説明する中で、ネコス（ネコ2世）の命令によるフェニキア人のリビア（アフリカ）周航を紹介した。ネコ2世は紀元前610年から紀元前595年まで在位したエジプトのファラオである。彼が計画したナイル川からアラビア湾（紅海）に通ずる運河の開鑿については『歴史』第2巻第158節に記述があるが、その工事が敵国に対してエジプトへの通路を開くことになるという神託を受けて中止された。フェニキア人の航海が行われたのはそれに続いてのことである。彼らの船団は紅海からインド洋へと進み、3年をかけて「ヘラクレスの柱」（ジブラルタル海峡）を抜けエジプトに帰還した。航海中の食糧の問題は接岸して穀物を播種し収穫することによって解決された。そしてアフリカを周航している間、太陽が右手の側に見えていたというのである。
続いてアケメネス朝のクセルクセス1世に命じられてアフリカ周航を試み失敗したサタスペス、ダレイオス1世に命じられてペルシア沿岸周航を行ったスキュラクスのことが記述される。ストラボンは『地理誌』の中でヘロドトスを引用してダレイオス1世の命令によるアフリカ周航を伝えているが、現在知られている『歴史』のテキストにはそのような記述はなくおそらくストラボンの誤りである。

## 古代の見方
ヘロドトス自身は、太陽が右手に見えたというフェニキア人の主張は信じないとしても、アフリカの周航自体は可能であったと見なしていたようである。しかし、古代においては、ヘロドトスの記すフェニキア人のアフリカ周航には否定的な見解が主流であった。ストラボンはポセイドニオスに従ってヘロドトスの記述を退け、アフリカは海に囲まれた大陸だが、紅海側からにしろジブラルタル海峡側からにしろ、さまざまな障害によりその周航は不可能であるとしていた。また、アフリカ西海岸を探検したことのあるポリュビオスは、アフリカが南方に無限に続く大陸か、あるいは海に囲まれた大陸かについて不明としている。クラウディオス・プトレマイオスは、アフリカが南方でアジアとつながっており、インド洋と大西洋が連続していないとしている。

## 近代以降の見方
近代以降、ヘロドトスの伝えるフェニキア人のアフリカ周航が実際に行われたとする見解が多くなったが、その論拠の薄弱さを理由に否定的な見解も依然としてある。肯定的な見解において、この出来事の真実性を示すとされているのが、ヘロドトスの信じなかった太陽の位置の変化である。

## 参考資料
- ヘロドトス『歴史』
  - ヘロドトス 著、松平千秋 訳『歴史』 上、岩波書店〈岩波文庫〉、1971年。
  - ヘロドトス 著、松平千秋 訳『歴史』 中、岩波書店〈岩波文庫〉、1972年。
- 織田武雄「フェニキア人のアフリカ大陸周航」『人文地理』第3巻、第5-6号、人文地理学会、152-162頁、1952年。2019年9月13日閲覧。
- Lloyd, Alan B. (1977), “Necho and the Red Sea: Some Considerations”, The Journal of Egyptian Archaeology (Sage Publications, Ltd.) 63:  142-155 2019年9月13日閲覧。
- Lendering, Jona (2019) [1996], “Herodotus on the First Circumnavigation of Africa”, Livius.org 2019年9月13日閲覧。